# Librsvg
librsvg是一个免费的SVG渲染库，是GNOME项目的一部分。Linux的命令行程序rsvg使用该库将SVG文件转化为光栅图像。

## 用法
在Linux上，一個SVG文件可以被转换为PNG，具體命令如下所示：
```
$
 
rsvg-convert
 
--format
=
png
 
--output
=
diagram.png
 
diagram.svg

```

其他受支持的输出格式包括PDF和XML。